# Грандићи (Барбан)
Грандићи (итал. Grandici) је насељено место у саставу општине Барбан у Истарској жупанији, Хрватска. До територијалне реорганизације у Хрватској налазили су се у саставу старе општине Пула.

## Становништво
Према последњем попису становништва из 2011. године у насељу Грандићи живело је 140 становника.
| година пописа  | 1857 | 1869 | 1880 | 1890 | 1900 | 1910 | 1921 | 1931 | 1948 | 1953 | 1961 | 1971 | 1981 | 1991 | 2001 | 2011 |
| бр. становника | 0    | 0    | 125  | 108  | 118  | 122  | 0    | 0    | 159  | 173  | 177  | 165  | 157  | 131  | 123  | 140  |

Напомена:У пописима 1857. 1869. подаци су садржани у насељу Орихи, 1921. и 1931. у насељу Кожљани